# Südliches Nacktschwanzgürteltier
Das Südliche Nacktschwanzgürteltier, teilweise auch nur Nacktschwanzgürteltier (Cabassous unicinctus), ist ein Angehöriger der Gattung der Nacktschwanzgürteltiere. Sein Verbreitungsgebiet umfasst das nördliche und zentrale Südamerika östlich der Anden. Es sind zwei Unterarten bekannt, wovon eine nördlich, die andere südlich des Amazonas vorkommt. Die Gürteltierart lebt weitgehend unterirdisch in selbst gegrabenen Höhlen. Dadurch wird sie relativ selten beobachtet, ihre Lebensweise ist deshalb weitgehend unbekannt. Ihr Bestand ist laut IUCN nicht gefährdet.

## Merkmale

### Habitus
Das Südliche Nacktschwanzgürteltier besitzt eine Kopf-Rumpf-Länge von 33 bis 43 cm (durchschnittlich 38,2 cm), der deutlich schlanke Schwanz wird etwa 12,5 cm lang. Das Gewicht variiert zwischen 1,6 und 4,8 kg. In Südamerika nimmt es somit eine mittlere Stellung zwischen dem Kleinen Nacktschwanzgürteltier (C. chacoensis) und dem Großen Nacktschwanzgürteltier (C. tatouay) ein. Insgesamt sind weibliche Tiere größer als männliche. Der Kopf der Gürteltierart ist kurz und breit, die Augen sind dabei sehr klein. Die trichterförmigen Ohren stehen weit auseinander und sind mit etwa 3,7 cm eher lang. Der markante Stirnschild besitzt eine dreieckige Form und besteht aus rund 54 Knochenplättchen. Der für Nacktschwanzgürteltiere typische weiche Rückenpanzer bedeckt den gesamten Körper bis zu den Beinansätzen und ist über die Krümmungen gemessen 38 cm lang. Er teilt sich in ein Schulter- und ein Beckenschild, die aus transversal verlaufenden Bändern aus Knochenplättchen von 6 bis 7 mm Seitenlänge bestehen. Dabei weist der Schulterschild 18 bis 28, der Beckenschild 23 bis 8 dieser Knochenplättchen je Band auf (jeweils von vorne nach hinten gezählt). Zwischen den etwas festeren Schildteilen des Schulter- und Beckengürtels befinden sich zwölf bewegliche Bänder, die aus 27 bis 28 Plättchen aufgebaut sind. Neben dem Rückenschild sind zusätzliche Knochenplättchen am Nacken und sehr spärlich am Schwanz ausgebildet. Insgesamt weist das Südliche Nacktschwanzgürteltier eine graubraune bis schwärzliche Färbung auf, durch häufige Sandbedeckung wirkt es aber überwiegend gelblich. Der Rückenpanzer besitzt keine Haarbedeckung, längere Haare treten überwiegend an den Seiten unterhalb des Panzers auf. Der weitgehend haarlose Bauch ist gräulich gefärbt, der Schwanz ebenfalls, weist aber eine fahlere Spitze auf. Die recht kurzen Gliedmaßen enden in jeweils fünf Strahlen mit sichelartigen Krallen. Am Vorderfuß besitzt die mittlere (dritte) Kralle eine deutliche Längsstreckung. Charakteristisch ist der Gang, bei dem das Südliche Nacktschwanzgürteltier die Hinterfüße mit der gesamten Sohle aufsetzt, die Vorderfüße aber nur mit den Krallen. Die Hinterfußlänge beträgt 7,3 cm.

### Skelettmerkmale
Der Schädel wird 7,8 cm lang, an den Jochbeinen bis zu 4,4 cm breit und misst 3,4 cm in der Höhe. Er hat in der Seitenansicht eine dreieckige Form. Das Rostrum ist kürzer als beim Großen, breiter und deutlich triangulärer geformt als beim Kleinen Nacktschwanzgürteltier. Der Unterkiefer weist eine schmale Form auf und ist bis zu 5,9 cm lang. Das Gebiss weicht mit seinen für Säugetiere untypischen Zähnen von der generellen Zahnformel ab. So besitzt das Südliche Nacktschwanzgürteltier pro Kieferhälfte im Oberkiefer 9, im Unterkiefer 8 molarenartige Zähne, also insgesamt 34. Diese sind teils länger als breit, teils quadratisch geformt und zwischen 2,5 und 3,1 mm lang. Die gesamte Zahnreihe erreicht am Oberkiefer 2,7, am Unterkiefer 2,4 cm Länge. Die Wirbelsäule besteht aus 7 Hals-, 12 bis 13 Brust-, 3 bis 4 Lenden-, 9 bis 11 Lenden- und 15 bis 20 Schwanzwirbel, so dass sie insgesamt aus 46  bis 55 Wirbel gebildet wir. Markant ist die Ulna, die rund 5,8 cm lang wird. Das obere Gelenkende (Olecranon) nimmt dabei 2,8 cm Länge ein, was typisch ist für die kräftige Vorderbeinstruktur bei Säugetieren mit grabender Lebensweise.

### Sinnesleistungen und Lautäußerungen
Von männlichen Tieren ist als einzige Lautäußerung ein schweinartiges Quieken bekannt, weibliche Tiere scheinen keine oder nur selten Laute von sich zu geben.

## Verbreitung und Lebensraum

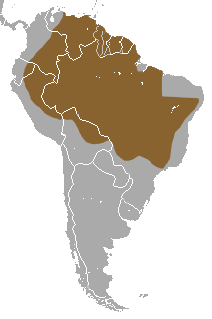
Verbreitungsgebiet

Das Südliche Nacktschwanzgürteltier ist über weite Teile Südamerikas östlich der Anden verbreitet. Es kommt in Brasilien beiderseits des Amazonas vor. Im Norden reicht es von den Tiefländern Perus und Ecuadors über Kolumbien und Venezuela bis Surinam. Im Süden ist es mit kleineren Population im nördlichen Bolivien, wo es 2006 erstmals gesichtet wurde, und in Paraguay anzutreffen, hier wurde es erst Anfang 2011 nachgewiesen. Häufig liegen die Lebensräume weniger als 600 m über dem Meeresspiegel, in Kolumbien und Ecuador konnten Tiere an den Osthängen der Anden in 1200 beziehungsweise 1500 m Höhe beobachtet werden. Das gesamte Verbreitungsgebiet wird mit einer Größe von 9,66 Millionen Quadratkilometern angegeben. Die Populationsdichte variiert zwischen den einzelnen Regionen stark. In bergigen Landschaften Venezuelas werden 0,75 bis 1,2 Individuen je Quadratkilometer angenommen, in der Cerrado-Region liegt sie bei 27 Individuen auf einer vergleichbar großen Fläche, während im Pantanal 2,2 Tiere auf einen Quadratkilometer kommen.
Der Lebensraum umfasst aufgrund der weiten Verbreitung sowohl die tropische Regenwälder des Amazonasgebietes als auch die atlantischen Küstenwälder (Mata Atlântica). Weiterhin kommt das Südliche Nacktschwanzgürteltier in den offenen Cerrado-Savannen und Caatinga-Trockenwäldern Brasiliens vor, ebenso wie in den feuchten Pantanal-Gebieten. Im südlichen Verbreitungsgebiet werden auch die Chiquitano-Trockenwälder bewohnt, eine Übergangsregion von den Offenlandschaften des Cerrado zur Gran-Chaco-Dornenbuschsavanne. Allgemein bevorzugt die Gürteltierart aber Gebiete mit einer komplexeren Vegetation, etwa Galeriewälder. Sehr selten ist das Südliche Nacktschwanzgürteltier in kultivierten Gebieten zu beobachten. Im Süden kommt es teils gemeinsam mit dem Großen Nacktschwanzgürteltier (Cabassous tatouay) vor, mit dem es manchmal auch verwechselt wird. Im Norden lebt es sympatrisch mit dem Mittelamerikanischen Nacktschwanzgürteltier (Cabassous centralis). In Gebieten mit einem gemeinsamen Vorkommen mit dem Sechsbinden-Gürteltier (Euphractus sexcinctus) kommt es kaum zu Überschneidungen bei den genutzten ökologischen Nischen.

## Lebensweise

### Territorialverhalten
Über die Lebensweise des Südlichen Nacktschwanzgürteltier sind nur wenige Informationen verfügbar. Es ist einzelgängerisch und möglicherweise nachtaktiv, die meisten Beobachtungen in der Cerrado-Region sind aber bisher tagsüber registriert worden. Die einzelnen Tiere unterhalten Reviere. Nach Beobachtungen von 10 Tieren im Pantanal über einen Zeitraum von 24 Monaten beträgt die durchschnittliche Reviergröße bei Männchen 2,06 km², bei Weibchen 0,59 km². Die Reviere der Männchen überschneiden sich mit mehreren der Weibchen, innerhalb der Geschlechter gibt es aber kaum Überlappungen. Das Südliche Nacktschwanzgürteltier lebt weitgehend in unterirdischen, selbst gegrabenen Bauen. Diese sind nach Untersuchungen im Canastra-Nationalpark im brasilianischen Bundesstaat Minas Gerais 17 cm weit, 15 cm hoch und bis zu 45 cm tief und mit einem Gefälle von 35° schräg in den Boden reichend. Jeder Bau hat einen einzelnen Eingang, der auf der windabgewandten Seite liegt. Teilweise werden die Baue in flachen Hanglagen angelegt. Analysen von Bauen im brasilianischen Bundesstaat Sao Paulo ergaben einen Umfang am Eingang von 33 bis 40 cm und eine Tiefe von 18 bis 60 cm. In der Regel gräbt sich das Südliche Nacktschwanzgürteltier in kreisförmigen Drehungen ein, weshalb die Eingänge zumeist rundlich sind. Häufig benutzt ein Tier den Bau maximal 24 Stunden, ein Wiederaufsuchen des gleichen Unterschlupfes ist sehr selten. In fast der Hälfte der beobachteten Fälle befanden sich die Baue in aufgelassenen Termitenhügeln, eine fast ebenso große Menge in noch bewohnten. Bei der Nahrungssuche legt das Südliche Nacktschwanzgürteltier lange Galerien an. Durchschnittlich verbringt es rund 99 % des Tages unterirdisch. An die Erdoberfläche kommt es nur kurz nach Sonnenhöchststand und somit zur heißesten Zeit das Tages. Dort verbleibt das Südliche Nacktschwanzgürteltier aber nur etwa 6,5 Minuten. In diesem Zeitraum legt ein Tier bis zu 781 m zurück, im Mittel sind es 83 m. Die guten Grabfähigkeiten setzt das Südliche Nacktschwanzgürteltier auch bei Bedrohungen ein, um sich vollständig einzugraben, benötigt ein Tier etwa 45 Sekunden.

### Ernährung
Die Hauptnahrung besteht aus Ameisen und Termiten, die das Südliche Nacktschwanzgürteltier durch das Aufbrechen der Baue und Nester mit den vorderen Krallen gewinnt. Die Aufnahme der Nahrung erfolgt mit der langen Zunge. Zu den bevorzugt aufgenommenen Insekten gehören Termiten der Gattung Cornitermes, die in der Mato-Grosso-Region bis zu 95 % des gesamten Nahrungsbedarfes deckt. Hierbei werden vor allem Arbeiter und Soldaten verzehrt. Die restlichen 5 % entfallen auf andere Insekten. Weitere Untersuchungen von Mageninhalten aus der Cerrado-Region ergaben mit über 56 % ebenfalls eine Bevorzugung von Cornitermes-Individuen als häufigste Nahrungsquelle, untergeordnet wurden auch solche von Rhynchotermes aufgefunden. Ein größerer Anteil der Termitenreste war aber nicht bestimmbar, nur vereinzelt traten Milben als Nahrungsreste auf. Vor allem in Zeiten von Nahrungsknappheit ist das Südliche Nacktschwanzgürteltier besonders aktiv und geht auf weiträumigere Wanderungen.

### Fortpflanzung
Über die Fortpflanzung ist wenig bekannt, diese scheint aber wenig jahreszeitlich abhängig zu sein, da beobachtete Tiere in der Cerrado-Region sowohl während der Trocken- als auch der Regenzeit sexuelle Aktivitäten zeigten. Die Tragzeit wird mit vier Monaten angenommen. Ebenso lang währt die mütterliche Fürsorge für den Nachwuchs. In der Regel kommt ein Jungtier zur Welt. Die Lebensdauer in freier Wildbahn ist unbekannt, zwei in Gefangenschaft gehaltene Tiere lebten über vier Jahre.

### Parasiten
Zu den äußeren Parasiten gehören Flöhe der Gattung Tunga, die sich am Nacken und den Vorderextremitäten einbohren. Ebenso sind mit Amblyomma auch Zecken nachgewiesen. Als innere Parasiten gelten Fadenwürmer wie etwa Trichohelix und Hadrostrongylus, im Dickdarm kommt Ascaroterakis pulchrum vor. Das Südliche Nacktschwanzgürteltier ist weiterhin Träger des Protozoons Trypanosoma.

## Systematik
Das Südliche Nacktschwanzgürteltier ist eine Art aus der Gattung der Nacktschwanzgürteltiere (Cabassous), die weitere drei Mitglieder zählt. Die Nacktschwanzgürteltiere gehören zur Gruppe der Gürteltiere (Dasypoda) und innerhalb dieser zur Familie der Chlamyphoridae und zur Unterfamilie der Tolypeutinae. Als nächstverwandte Formen gelten das Riesengürteltier (Priodontes) und die Kugelgürteltiere (Tolypeutes). Die Gruppe der Tolypeutinae steht der Unterfamilie der Chlamyphorinae mit den beiden Gürtelmullarten als Schwestertaxon gegenüber. In eine etwas entferntere Verwandtschaft werden die Euphractinae mit den Borstengürteltieren (Chaetophractus) und dem Sechsbinden-Gürteltier (Euphractus) eingereiht. Die Chlamyphorinae und die Tolypeutinae trennten sich laut molekulargenetischen Untersuchungen bereits im Oligozän vor 33 Millionen Jahren, seit dem frühen Miozän erfolgte eine stärkere Aufsplitterung der Tolypeutinae. Möglicherweise trat das Südliche Nacktschwanzgürteltier erstmals im Oberen Pleistozän auf, jedoch gibt es kaum fossiles Fundmaterial.
Es werden zwei Unterarten des Südlichen Nacktschwanzgürteltiers unterschieden:
- C. u. squamicaudis Lund, 1845; südlichere und kleinere Unterart (südlich des Amazonas)
- C. u. unicinctus Linnaeus, 1758; nördlichere und größere Unterart (nördlich des Amazonas)

Die Verbreitungsgebiete der beiden Unterarten sind geographisch durch den Amazonas weitgehend voneinander getrennt, nur im westlichen Teil des Amazonasbeckens am Oberlauf des Amazonas (Solimões) überschneiden sich diese. Teilweise wird diskutiert, ob beide Formen nicht separate Arten darstellen, worauf unter anderem der wesentlich dichter mit Knochenplättchen bedeckte Schwanz bei C. u. squamicaudis oder abweichende Kopf-Rumpf- und Schwanzproportionen hinweisen könnten. Allerdings beließ Ralph Martin Wetzel, welcher zuletzt 1980 die Gattung Cabassous einer größeren Revision unterzog, vorläufig den Status als Unterarten.
Die Erstbenennung des Südlichen Nacktschwanzgürteltieres erfolgte 1758 von Linnaeus als Dasypus unicinctus, womit er die Gürteltierart zu den Langnasengürteltieren verwies. Zudem gab er als dessen Heimat Afrika an. Erst Oldfield Thomas gab 1911 die Typuslokalität mit Suriname an. Theodore Sherman Palmer verwendete erstmals 1899 die heute gebräuchliche Bezeichnung Cabassous unicinctus. Teilweise wurde die Gürteltierart auch unter dem 1873 von John Edward Gray eingeführten Gattungsnamen Ziphila geführt. Der Artname unicinctus ist lateinischen Ursprungs und bedeutet uncia („zwölf“) und cingulum („Gürtel“; cinct „gegürtelt“) und verweist so auf die zwölf frei beweglichen Bänder.

## Bedrohung und Schutz
Das Südliche Nacktschwanzgürteltier unterliegt laut IUCN keinen stärkeren Bedrohungen und wird auch aufgrund der weiten Verbreitung als „nicht gefährdet“ (least concern) geführt. Lokal wird es von Einheimischen teilweise gejagt, allerdings geschieht dies eher opportunistisch als gezielt. Weiterhin können sich die Umwandlung von Naturflächen in Ackerland negativ auf den Bestand auswirken. Die erst seit 2011 entdeckte, südlichere Streckung des Lebensraumes, aber auch die durch die versteckte Lebensweise entstehenden Datenlücken in einzelnen Regionen, so im Pantanal, lassen eine ausgedehntere Verbreitung dieser Gürteltierart annehmen. Das Südliche Nacktschwanzgürteltier kommt in mehreren geschützten Gebieten vor, so im Floresta Nacional Saracá-Taquera in Brasilien oder im Reserva Natural Laguna Blanca in Paraguay.